# Leo Scullion

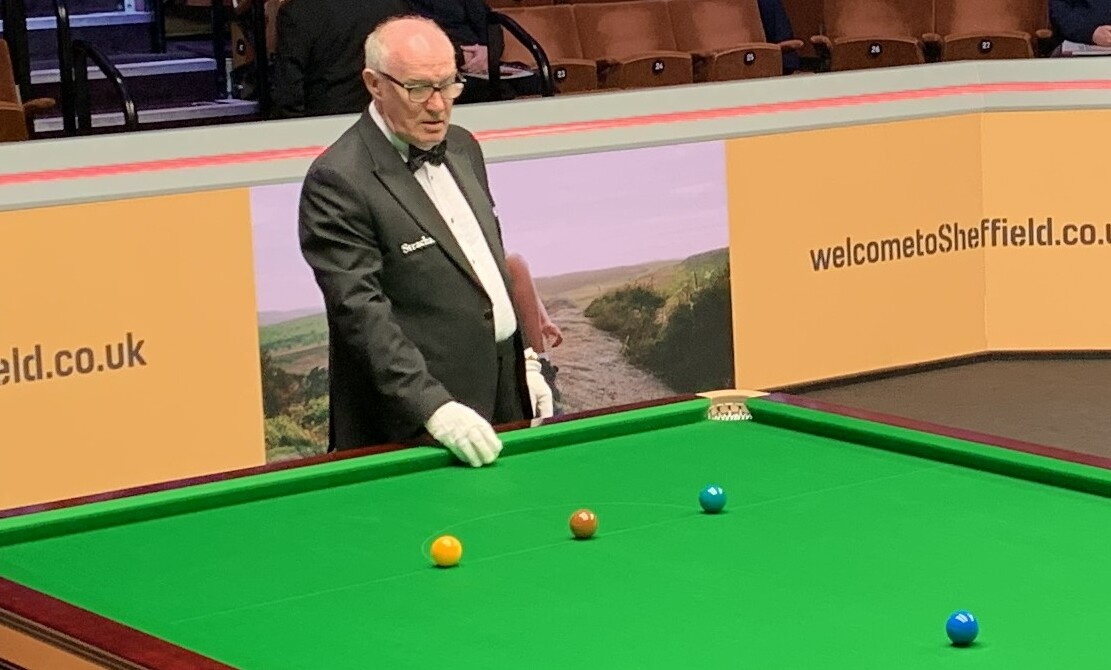
Leo Scullion w trakcie meczu mistrzostw świata w 2024

Leo Scullion (ur. 10 kwietnia 1958 w Glasgow) – szkocki zawodowy sędzia snookerowy.

## Życiorys
Leo Scullion pierwszy swój mecz sędziował w 1990 roku. Jego pierwszy mecz w telewizji to pojedynek pomiędzy Stephenem Lee, a Patrickiem Wallace’em podczas turnieju Regal Masters w 1997 roku. Leo Scullion pracował również w policji i był kierowcą taksówki.